# قادر خاص

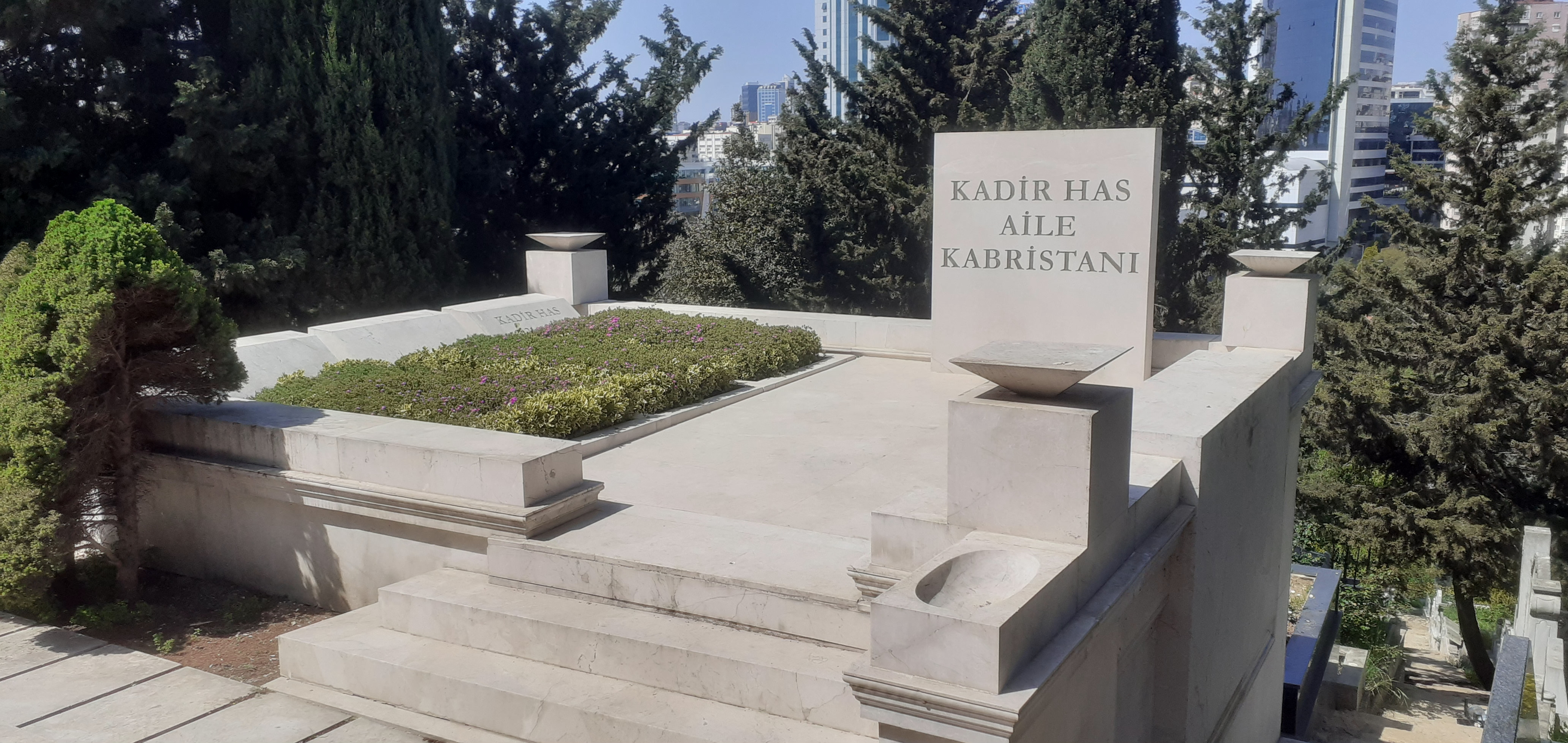
قبر قادر خاص

قادر خاص وتكتب هاس (اسمه الكامل قادر خاص أوغلي) ولد عام 1921 في قيصرية توفي 22 آذار/مارس 2007 في إسطنبول، كان رجل أعمال تركي. أسس جامعة قادر خاص.